# Prawo o ustroju sądów powszechnych (II RP)
Prawo o ustroju sądów powszechnych (II RP) – wprowadzone rozporządzeniem Prezydenta RP z 1928 r. mającym moc ustawy, ustanowione w celu ujednolicenie ustroju i właściwości sądów powszechnych w zakresie sprawowania wymiaru sprawiedliwości.

## Struktura sądów
Wymiar sprawiedliwości w sprawach cywilnych i karnych sprawowały sądy powszechne, w tym:
- sądy grodzkie oraz sędziowie pokoju,
- sądy okręgowe,
- sądy apelacyjne,
- Sąd Najwyższy.

Sądy wydawały wyroki w imieniu Rzeczypospolitej Polskiej.

## Sądy grodzkie
Sądy grodzkie rozpoznawały sprawy powierzone im przez ustawy postępowania sądowego i ustawy szczególne oraz ponadto o ile ustawy nie stanowiły inaczej – środki odwoławcze od orzeczeń sędziów pokoju. Sądy grodzkie zobowiązane były spełniać poszczególne czynności sądowe na żądanie innych sądów, zarówno powszechnych, jak i szczególnych. W przypadkach przez ustawy ustalonych, także na żądanie innych władz państwowych.
Sprawy należące do zakresu działania sądów grodzkich rozpoznawał jeden sędzia.
Sędziowie pokoju rozpoznawali sprawy należące do właściwości sądu grodzkiego, sprawy powierzone im przez ustawy postępowania sądowego lub ustawy szczególne.

## Sądy okręgowe
Sądy okręgowe rozpoznawały sprawy powierzone im przez ustawy postępowania sądowego i ustawy szczególne oraz środki odwoławcze od orzeczeń sądów grodzkich wydanych w pierwszej instancji i od postanowień sędziów śledczych. Sądy okręgowe rozpoznawały w pierwszej instancji sprawy nie należące do właściwości innych sądów.
Środki odwoławcze od orzeczeń sądów grodzkich rozpoznawały sądy okręgowe w składzie dwóch sędziów okręgowych, z których jeden przewodniczył i sędziego grodzkiego.
Sąd okręgowy z udziałem przysięgłych jako sąd przysięgłych, składał się z trybunału i ławy przysięgłych. Trybunał składał się z przewodniczącego i dwóch sędziów okręgowych. Ława przysięgłych składała się z dwunastu przysięgłych. Uprawnienia przewodniczącego trybunału podczas narad ławy przysięgłych określała ustawa postępowania sądowego.

## Sądy apelacyjne
Sąd apelacyjny składał się z prezesa, jednego lub kilku wiceprezesów oraz sędziów. Sądy apelacyjne dzieliły się na wydziały. Sądy apelacyjne rozpoznawały środki odwoławcze od orzeczeń sądów okręgowych, o ile ustawy nie stanowiły inaczej. Ponadto orzekały w sprawach przekazanych im przez ustawy.
Sądy apelacyjne orzekały w składzie trzech sędziów.

## Sąd Najwyższy
Sąd Najwyższy składał się z pierwszego prezesa, prezesów i sędziów. Sąd Najwyższy dzielił się na dwie izby: cywilną i karną.
Sąd Najwyższy rozpoznawał środki odwoławcze od orzeczeń sądów apelacyjnych, o ile ustawy nie stanowiły inaczej. Rozpoznawał ponadto środki odwoławcze od orzeczeń sądów okręgowych i sądów przysięgłych oraz sprawy przekazane przez ustawy. Sąd Najwyższy orzekał w składzie trzech sędziów, po wysłuchaniu w każdej sprawie wniosków prokuratora.
Sąd Najwyższy w składzie całej izby, na wniosek Ministra Sprawiedliwości, pierwszego prezesa lub prezesa danej izby, wyjaśniał przepisy prawne, które budziły wątpliwości lub których stosowanie wywołało rozbieżność w orzecznictwie. Izba przedstawiała zagadnienie prawne pod rozpoznanie zgromadzenia ogólnego. Uchwały izby lub zgromadzenia ogólnego wpisywano do ksiąg zasad prawnych.

## Zgromadzenie ogólne
Zgromadzenie ogólne składało się ze wszystkich sędziów danego sądu. Przewodniczył mu prezes sądu. Zgromadzenie ogólne Sądu Najwyższego, sądu apelacyjnego oraz sądu okręgowego wybierało na rok następny ze swego grona dwóch członków i dwóch zastępców do kolegium administracyjnego, w którego skład wchodzili ponadto – prezes sądu, jako przewodniczący oraz powołani przez niego dwaj członkowie zgromadzenia ogólnego.
Do powzięcia uchwał zgromadzenia ogólnego wymagana była obecność:
- w Sądzie Najwyższym przynajmniej połowy jego członków,
- w sądach apelacyjnych i okręgowych – przynajmniej dwóch trzecich jego członków.

Uchwały zapadały większością głosów.

## Niezawisłość sędziowska
Sędziowie w sprawowaniu swego urzędu sędziowskiego byli niezawiśli i podlegają tylko ustawom. Niezawisłość sędziowska nie wyłączała obowiązku spełniania zaleceń w zakresie administracji sądowej, wydawanych w granicach uprawnień władzy dającej zlecenia. Sędzia miał prawo żądać, aby zlecenie doręczono mu na piśmie.

## Sędziowie pokoju
Sędziego pokoju i jego zastępcę wybierali mieszkańcy danego okręgu na okres pięciu lat. Sędziami pokoju były osoby posiadające obywatelstwo polskie, korzystające w pełni z praw cywilnych i obywatelskich, mieszkający przynajmniej od roku w danym okręgu, a przy tym byli nieskazitelnego charakteru i ukończyli 30 lat życia.

## Sędziowie handlowi
Sędziów handlowych mianował Minister Sprawiedliwości na okres trzech lat, spośród osób zaproponowanych przez właściwe izby przemysłowo-handlowe.

## Urzędy prokuratorskie
Naczelnym prokuratorem był Minister Sprawiedliwości, który stał na straży ustaw. W czynnościach swoich podlegał zleceniom swej zwierzchności.

## Struktura prokuratury
Przy Sądzie Najwyższym czynni byli:
- pierwszy prokurator,
- prokuratorzy
- wiceprokuratorzy.

Przy sądach apelacyjnych:
- prokurator apelacyjny,
- wiceprokurator apelacyjny.

Przy sądach okręgowych:
- prokurator okręgowy,
- wiceprokurator okręgowy,
- podprokurator okręgowy.

Minister Sprawiedliwości ustanawiał przy poszczególnych sądach grodzkich podprokuratora okręgowego.

## Administracja sądów i nadzór
Czynności administracji sądowej pełnili kierownicy sądów. Powoływali do współdziałania w czynnościach administracyjnych, nie wyłączając nadzorczych, swoich zastępców, a w poszczególnych wypadkach – sędziów.
Kierownikami sądów byli:
- w Sądzie Najwyższym – pierwszy prezes;
- w sądach apelacyjnych i okręgowych -- prezesi tych sądów;
- w sądach grodzkich – naczelnicy, którym podlegali także sędziowie pokoju.

Na czele każdej izby Sądu Najwyższego stał prezes Sądu Najwyższego.